# Tân Phú, Đồng Nai
Tân Phú là xã của tỉnh Đồng Nai, Việt Nam.
Thị trấn có diện tích 8,19 km² năm 1999 là 20.660 người, mật độ dân số đạt 2.523 người/km².

## Hành chính
Thị trấn Tân Phú được chia thành 9 khu phố: 1, 2, 3, 4, 5, 6, 7, 8, 9.

## Lịch sử
Trước năm 2016, thị trấn Tân Phú được chia thành 12 khu phố: 1, 2, 3, 4, 5, 6, 7, 8, 9, 10, 11, 12.
Ngày 11 tháng 8 năm 2017, Uỷ ban Nhân dân tỉnh Đồng Nai ban hành Quyết định 2817/QĐ-UBND, trong đó:
- Thành lập khu phố 1 trên cơ sở một phần diện tích khu phố 1, khu phố 2, khu phố 3 và khu phố 4.
- Thành lập khu phố 2 trên cơ sở một phần diện tích khu phố 3 và khu phố 4.
- Thành lập khu phố 3 trên cơ sở một phần diện tích khu phố 6, khu phố 7, khu phố 8 và khu phố 10.
- Thành lập khu phố 4 trên cơ sở một phần diện tích khu phố 10, khu phố 11 và khu phố 12.
- Thành lập khu phố 5 trên cơ sở một phần diện tích khu phố 1, khu phố 2 và toàn bộ khu phố 5.
- Thành lập khu phố 6 trên cơ sở một phần diện tích khu phố 6 và khu phố 7, khu phố 8.
- Thành lập khu phố 7 trên cơ sở một phần diện tích khu phố 8 và khu phố 10.
- Thành lập khu phố 8 trên cơ sở một phần diện tích khu phố 10, khu phố 11 và khu phố 12.